# Піта синьохвоста
Піта синьохвоста (Hydrornis guajanus) — вид горобцеподібних птахів родини пітових (Pittidae).

## Поширення
Ендемік Індонезії. Поширений на островах Ява і Балі. Мешкає у первинниму та вторинному тропічному лісі на низьких висотах з густим підліском, в якому він знаходить їжу та притулок.

## Опис
Дрібний птах, завдовжки до 20 см, включаючи хвіст. Це масивний, пухкий птах з короткими крилами та хвостом, подовженими головою та дзьобом. У самця на голові є чорний лоб, верхівка і потилиця, а також смужка, яка з боків дзьоба доходить до вуха і звужується до основи шиї, а також є жовто-помаранчева «брова» і жовтувато-біле горло. Крила і спина коричневі, тоді як на грудях, боках і животі окремі пера жовті в проксимальній половині і сині в дистальній половині, надаючи цим частинам характерний рябий вигляд. Махові пера чорні з білою серединною смугою. Хвіст блакитний. Смужка між грудьми і горлом теж блакитна. Самиця має обширнішу білу область горла та білий лоб, тоді як черево менш яскраве і має тенденцію до коричневого кольору, зберігаючи при цьому смугастий вигляд. В обох статей дзьоб чорнуватий, ноги тілесного кольору, а очі карі.

## Спосіб життя
Трапляється поодинці. Активний вдень. Птах проводить більшу частину дня, рухаючись у гущі підліску в пошуках поживи. Живиться дощовими хробаками та равликами, рідше комахами та іншими дрібними безхребетними. Розмноження цих птахів досі не описано в природі, але вважається, що воно суттєво не відрізняється від того, що дотримуються інші види піт.